# Trichodiadema
Trichodiadema é um género botânico pertencente à família Aizoaceae.